# Centrale nucleare di Moorside
La centrale nucleare di Moorside è una futura centrale elettronucleare inglese situata presso la città di Seascale, in Cumbria, in Inghilterra, a settentrione del sito di Sellafield. L'impianto è previsto essere composto da 3 reattori AP-1000 per una potenza complessiva di 3400MW di potenza netta.